# Michael Grüll
Johann Michael Grüll (* 7. September 1814; † 20. März 1863 in Gernsheim) war ein hessischer Kaufmann und Politiker und Abgeordneter der 2. Kammer der Landstände des Großherzogtums Hessen.
Michael Grüll war der Sohn des Bürgermeisters und Gastwirts Markus Anton Grüll und dessen Ehefrau Eva, geborene Wunderle. Grüll, der katholischen Glaubens war, war Schönfärber und Kaufmann in Gernsheim und heiratete dort am 22. Juni 1846 Karoline Johanna Elisabethe geborene Medicus.
Von 1849 bis 1850 gehörte er der Zweiten Kammer der Landstände an. Er wurde für den Wahlbezirk Starkenburg 19/Gernsheim gewählt.